# Кирва (река)
Кирва — река в России, протекает по Пестовскому району Новгородской области и по границе с Устюженским районом Вологодской области, левый приток Мологи (бассейн Волги).
Устье находится в 123 км по левому берегу реки Молога у деревни Устье-Кировское. Длина реки составляет 69 км, площадь водосборного бассейна — 540 км².
В 1,5 км южнее деревни Климовщина на левом берегу реки Кирвы находится несколько курганных групп.

## Притоки
- Слева впадает Нархачевский
- Справа впадает Радога
- Слева впадает Сосенка

Бассейн Рыбинского водохранилища и Белого озера

- В 38 км от устья у деревни Климовщина слева впадает Белая
- Слева впадает Немель
- В 15 км от устья справа впадает Омаш
- Справа впадает Котыль
- Слева впадает Еловец
- Слева впадает Скакун
- В 5,5 км от устья справа впадает Вотроса
- Слева впадает Дедовец

## Населённые пункты на реке
На реке стоят деревни Богословского сельского поселения Абросово, Заручевье-1, Осипово и Заречье, железнодорожная станция Абросово, деревни Старое Сихино, Новое Сихино, Варахино, Бельково, Гора, Кирва, Паньково и Климовщина. Ближе к устью по берегам стоят деревни Пестовского сельского поселения — имени Ленина и Устье-Кировское (у устья).

## Данные водного реестра
По данным государственного водного реестра России относится к Верхневолжскому бассейновому округу, водохозяйственный участок реки — Молога от истока и до устья, речной подбассейн реки — Реки бассейна Рыбинского водохранилища. Речной бассейн реки — (Верхняя) Волга до Куйбышевского водохранилища (без бассейна Оки).
Код объекта в государственном водном реестре — 08010200112110000006375.